# Constante de Tribonacci
En matemática, la sucesión o serie de Tribonacci (portmanteau de tri y Fibonacci) es la siguiente sucesión infinita de números naturales:
{\displaystyle 0,0,1,1,2,4,7,13,24,44,81,149,274,504,927,1705,3136,5768,10609,19513\ldots \,}.
Es decir, que los números de Tribonacci son como los números de Fibonacci, pero en lugar de comenzar con dos términos predeterminados, la secuencia comienza con tres términos predeterminados y cada término posterior es la suma de los tres términos anteriores.
La constante de tribonacci es la proporción hacia la que tienden los números de tribonacci adyacentes, con un valor aproximado de 1.839286755214161... .
Es una raíz del polinomio x3 - x2 - x - 1 = 0.
La serie fue descrita formalmente por primera vez por Agronomof en 1914, pero su primer uso involuntario es en El origen de las especies por Charles Darwin. En el ejemplo que ilustra el crecimiento de la población de elefantes, se basó en los cálculos realizados por su hijo, George Darwin. El término Tribonacci fue sugerido por Feinberg en 1963.

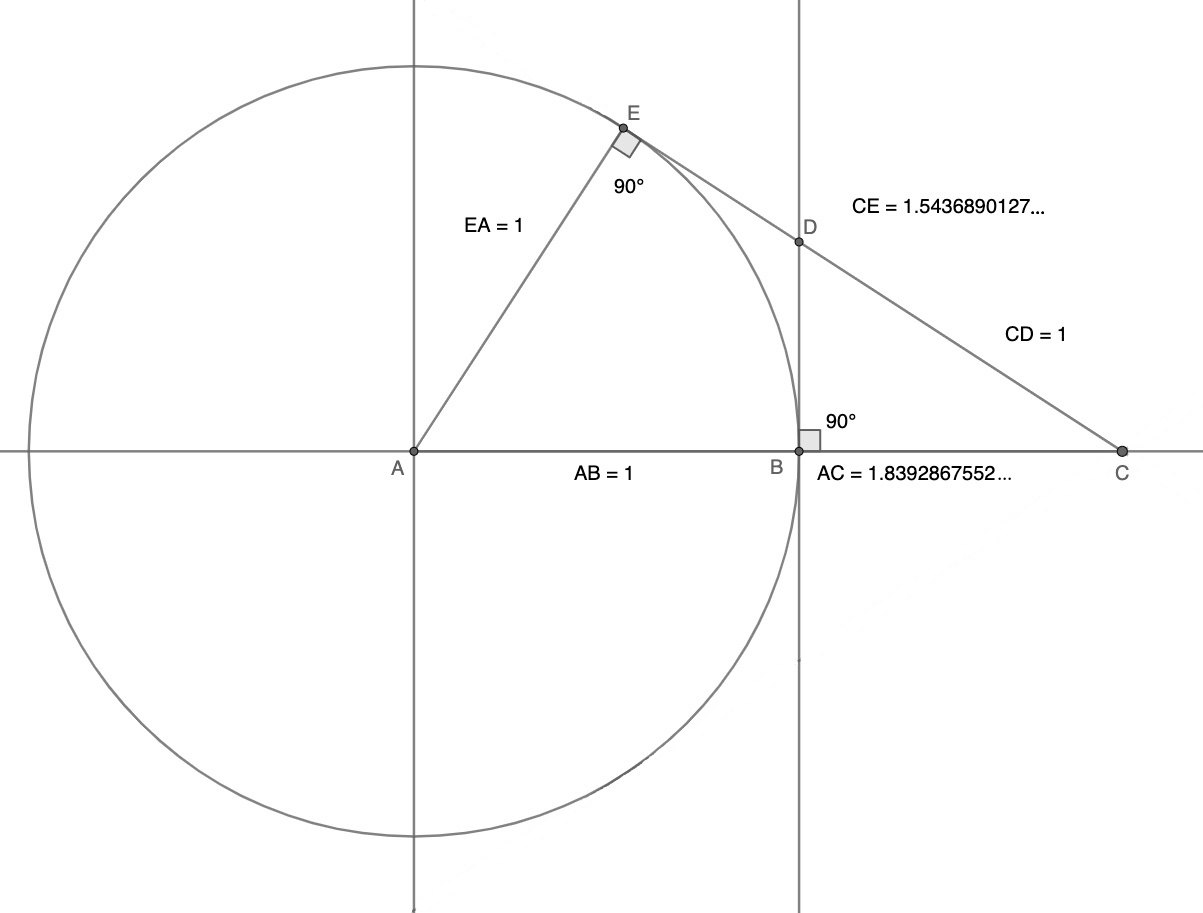
Una construcción geométrica de la constante de Tribonacci (AC), con compás y regla marcada, según el método descrito por Xerardo Neira.